# George O. Gore II
Pour les articles homonymes, voir Gore.
 (novembre 2020).
Si vous disposez d'ouvrages ou d'articles de référence ou si vous connaissez des sites web de qualité traitant du thème abordé ici, merci de compléter l'article en donnant les références utiles à sa vérifiabilité et en les liant à la section « Notes et références ».
George Olivier Gore II dit George O Gore II est un acteur et producteur américain, né le 15 décembre 1982 à Fort Washington, Maryland.

## Biographie
Il commence sa carrière à l'âge de 11 ans aux côtés de Omar Epps et Tupac Shakur dans le film Juice mais se fera connaître du grand public en interprétant le rôle du fils aîné Michael Kyle Junior dans la série télévisée Ma famille d'abord. Il apparaît dans le clip du chanteur Nas I CAN sorti en 2003.

## Filmographie

### Acteur
- 1992 : Juice d'Ernest R. Dickerson : Brian
- 1996 : Eddie (film)'Eddie de Steve Rash : Mark Jones
- 1997 : L'Associé du diable de Taylor Hackford : le garçon dans Harlem
- 1999 : La Mémoire volée de Martin Duffy : Billy
- 2009 : Dance Movie de Damien Dante Wayans : Ray

### Télévision
- 1994 : New York Undercover : Gregory Williams
- 1996 : New York, police judiciaire : Clayton Doyle
- 1998 : Les Anges du bonheur : Tyler
- 2001 : Aux portes du cauchemar : Frederick Goal
- 2001-2005 : Ma famille d'abord : Michael Kyle Jr.
- 2012 : Second Generation Wayans : Lui-même